# Vladyslav Krapyvtsov
Vladyslav Krapyvtsov (Járkov, 25 de junio de 2005) es un futbolista ucraniano que juega en la demarcación de portero en el Girona FC de la Primera División de España.

## Trayectoria
Tras formarse como futbolista en las categorías inferiores del FC Metalist Járkov, FC Dnipro y SC Dnipro-1, se marchó traspasado al Girona FC como tercer portero del equipo, firmando un contrato hasta 2029. El 18 de mayo de 2025 hizo su debut con el primer equipo en un encuentro de la Primera División de España que finalizó con un resultado en contra por 3-2 contra la Real Sociedad de Fútbol.

## Clubes
Actualizado al último partido disputado el 18 de mayo de 2025.
| Club      | País   | Temporada | Partidos | Goles |
| --------- | ------ | --------- | -------- | ----- |
| Girona FC | España | 2025-     | 1        | 0     |